# Ercole Vincenzo Orsini
Ercole Vincenzo Orsini (Teramo, 7 dicembre 1901 – Montorio al Vomano, 13 dicembre 1943) è stato un partigiano italiano, medaglia d'oro al valor militare alla memoria.

## Biografia
Nel primo dopoguerra Orsini, entrato giovanissimo nelle file del Partito Socialista, fu tra i più attivi oppositori del fascismo nel teramano, dove organizzò anche un gruppo di "Arditi del popolo". Durante il regime fascista, Orsini, che era passato al Partito Comunista, trasformò la sua bottega di liutaio in un punto d'incontro dei democratici teramani.

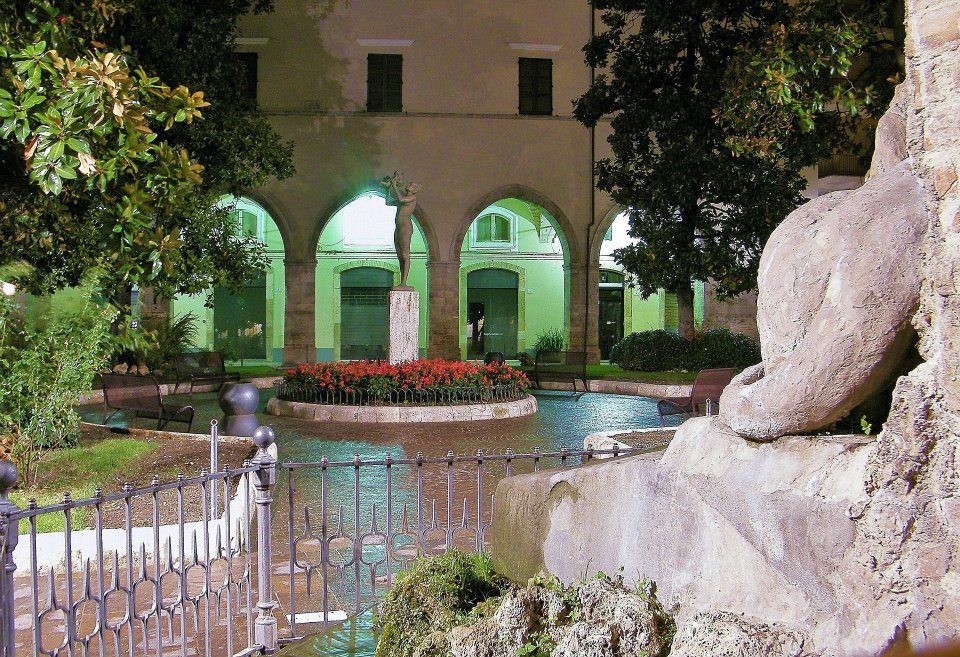
l'antica piazza del Mercato a Teramo, intitolata a Orsini

Ciò gli valse persecuzioni e arresti, che non servirono però a dissuaderlo dall'operare clandestinamente sia sul piano della propaganda che su quello dell'assistenza alle vittime del fascismo. Dopo l'8 settembre 1943, Orsini prese parte alla guerra di liberazione e fu tra gli animatori di quella che è considerata la prima, più importante azione partigiana in Abruzzo: la Battaglia di Bosco Martese, nella quale, il 25 settembre 1943, antifascisti di Teramo, contadini, militari italiani e prigionieri alleati tennero valorosamente testa ad un battaglione di truppe d'assalto motorizzate tedesche, mettendole in fuga. Successivamente Orsini, che aveva assunto il nome di battaglia di "Vicì", costituì nel teramano un "Comitato segreto d'azione" e una banda partigiana, alla cui testa cadde nel corso di uno dei tanti combattimenti.

### La cattura e l'uccisione
Ricercato per aver aderito al Partito Comunista e per essere l'organizzatore della resistenza nel teramano, il 13 dicembre una pattuglia del I Battaglione CC.NN. "IX Settembre", ferma nella piazza principale di Montorio al Vomano, lo fermarono per accertamenti appena uscito dal Caffè degli Amici, venne fermato per accertamenti. Chiedendo di andare in bagno, venne accompagnato dal legionario De Bianchi, ma giunto ai gabinetti, situati in via del Prato, Orsini estrasse una rivoltella e freddò con quattro colpi alle spalle il legionario. Fuggito, venne inseguito dai soldati, catturato nei pressi del mulino Boccanera e ucciso dal caposquadra Defendente Iorini.
Il comune di Teramo gli ha intitolato l'antica piazza del Mercato, antistante il Duomo, nota precedentemente anche come piazza Cavour o piazza Roma. Anche il comune di Montorio Al Vomano gli ha intitolato la piazza principale del paese.